# EXIT TUNES PRESENTS Vocalostream feat.初音ミク
『EXIT TUNES PRESENTS Vocalostream feat.初音ミク』（エグジット・チューンズ・プレゼンツ ボカロストリーム フィーチャリング・はつねミク）は、EXIT TUNESボカロコンピシリーズの第21弾となるVOCALOIDコンピレーション・アルバム。2019年3月20日発売。
キャッチコピーは「その歌声の旋風は未来へつづく――。」。

## 収録曲
1. テオ
  - Omoi feat. 初音ミク （作曲：Sakurai, Kimura 作詞：Sakurai）
2. エイリアンエイリアン
  - ナユタン星人 feat. 初音ミク （作曲、作詞：ナユタン星人）
3. シャルル
  - バルーン feat. flower （作曲、作詞：バルーン）
4. Alice in N.Y.
  - ひとしずく×やま△ feat. 初音ミク、鏡音リン、鏡音レン、巡音ルカ、KAITO、MEIKO、GUMI、神威がくぽ、IA、MAYU （作曲：ひとしずく×やま△ 作詞：ひとしずく）
5. 脱法ロック
  - Neru feat. flower （作曲、作詞：Neru）
6. すーぱーぬこになれんかった
  - まふまふ feat. 鏡音レン （作曲、作詞：まふまふ ガヤ：鏡音リン）
7. だれかの心臓になれたなら
  - ユリイ・カノン feat. GUMI （作曲、作詞：ユリイ・カノン）
8. ヒバナ
  - DECO*27 feat. 初音ミク （作曲、作詞：DECO*27）
9. フィクサー
  - ぬゆり feat. flower （作曲、作詞：ぬゆり）
10. DAYBREAK FRONTLINE
  - Orangestar feat. IA （作曲、作詞：Orangestar）
11. アイラ
  - n-buna feat. GUMI （作曲、作詞：n-buna）
12. 2018
  - niki feat. 鏡音リン （作曲、作詞：niki）
13. 劣等上等
  - Giga feat. 鏡音リン、鏡音レン （作曲、編曲：Giga 作詞：Reol）
14. 狂者の行進
  - 164 feat. GUMI （作曲、作詞：164）
15. サンドリヨン 10th Anniversary
  - Dios/シグナルP feat. 初音ミク、KAITO （作曲：Dios/シグナルP 作詞：orange）
16. ジャスティン⇒ジャイブ⇒ジャスティファイ
  - nyanyannya(大天才P) feat. 神威がくぽ （作曲、作詞：nyanyannya(大天才P)）
17. 快楽機械
  - ジミーサムP feat. 巡音ルカ （作曲、作詞：ジミーサムP）